# Flugplatz Ottenschlag

i7
i11
i13
Der Flugplatz Ottenschlag (ICAO-Code: LOAA) ist ein Flugplatz in der Gemeinde Ottenschlag in Niederösterreich.
Der Flugplatz ist zugelassen nach Sichtflugregeln für Motorflugzeuge bis 2000 kg Gesamtfluggewicht und Segelflugzeuge. Starts und Landungen müssen vorher telefonisch angekündigt werden (PPR, prior permission required). Eine Zollabfertigung ist bei Bedarf möglich. Für Interessierte werden Rundflüge angeboten.